# Albumy numer jeden w roku 2019 (Japonia)
Notowanie Weekly Album Chart (jap. 週間アルバムランキング Shūkan Arubamu Chāto) przedstawia najlepiej sprzedające się albumy w Japonii. Publikowane jest ono przez magazyn Oricon Style, a dane skompletowane zostały przez Oricon w oparciu o cotygodniowe wyniki sprzedaży fizycznej albumów. Poniżej znajdują się tabele prezentujące najpopularniejsze albumy w danych tygodniach w roku 2019.
Notowanie Billboard Japan Hot Albums publikowane jest przez magazyn Billboard, a dane kompletowane są w oparciu o sprzedaż albumów (fizyczną i cyfrową) oraz dane pochodzące z Gracenote – ile razy dana płyta została włożona do komputera.

## Oricon Weekly Album Chart
| Data            | Album                                                                                         | Wykonawca                       | Źródło |
| --------------- | --------------------------------------------------------------------------------------------- | ------------------------------- | ------ |
| 7 stycznia      | POP VIRUS                                                                                     | Gen Hoshino                     | [ 1 ]  |
| 14 stycznia     | POP VIRUS                                                                                     | Gen Hoshino                     | [ 2 ]  |
| 21 stycznia     | POP VIRUS                                                                                     | Gen Hoshino                     | [ 3 ]  |
| 28 stycznia     | FLAVA                                                                                         | Little Glee Monster             | [ 4 ]  |
| 4 lutego        | YOU MADE MY DAWN                                                                              | Seventeen                       | [ 5 ]  |
| 11 lutego       | I WON'T LET YOU GO                                                                            | Got7                            | [ 6 ]  |
| 18 lutego       | Nissy Entertainment 5th Anniversary BEST                                                      | Nissy                           | [ 7 ]  |
| 25 lutego       | Eye of the Storm                                                                              | One Ok Rock                     | [ 8 ]  |
| 4 marca         | WORLDISTA                                                                                     | NEWS                            | [ 9 ]  |
| 11 marca        | Lip                                                                                           | Sekai no Owari                  | [ 10 ] |
| 18 marca        | ＃TWICE2                                                                                      | Twice                           | [ 11 ] |
| 25 marca        | PAGES                                                                                         | Sexy Zone                       | [ 12 ] |
| 1 kwietnia      | Best! Morning Musume. 20th Anniversary (jap. ベスト!モーニング娘。20th Anniversary)           | Morning Musume.                 | [ 13 ] |
| 8 kwietnia      | MAGIC                                                                                         | back number                     | [ 14 ] |
| 15 kwietnia     | MAGIC                                                                                         | back number                     | [ 15 ] |
| 22 kwietnia     | Flawless Love                                                                                 | Kim Jae-joong                   | [ 16 ] |
| 29 kwietnia     | Ima ga omoide ni naru made (jap. 今が思い出になるまで)                                        | Nogizaka46                      | [ 17 ] |
| 6 maja          | FREE HUGS!                                                                                    | Kis-My-Ft2                      | [ 18 ] |
| 13 maja         | Fancy You                                                                                     | Twice                           | [ 19 ] |
| 20 maja         | Utamonogatari 2 – „Monogatari” Series shudaika-shū- (jap. 歌物語2 -〈物語〉シリーズ主題歌集-) | różni artyści                   | [ 20 ] |
| 27 maja         | MOMOIRO CLOVER Z                                                                              | Momoiro Clover Z                | [ 21 ] |
| 3 czerwca       | BALLISTIK BOYZ                                                                                | Ballistik Boyz from Exile Tribe | [ 22 ] |
| 10 czerwca      | NEW LOVE                                                                                      | B’z                             | [ 23 ] |
| 17 czerwca      | aiko no uta. (jap. aikoの詩。)                                                                | aiko                            | [ 24 ] |
| 24 czerwca      | Ima wa ima de chikai wa emi de (jap. 今は今で誓いは笑みで)                                    | Zutomayo                        | [ 25 ] |
| 1 lipca         | King & Prince                                                                                 | King & Prince                   | [ 26 ] |
| 8 lipca         | 5×20 All the BEST!! 1999-2019                                                                 | Arashi                          | [ 27 ] |
| 15 lipca        | Strawberry Love! (jap. すとろべりーらぶっ!)                                                   | SutoPuri                        | [ 28 ] |
| 22 lipca        | aurora arc                                                                                    | Bump of Chicken                 | [ 29 ] |
| 29 lipca        | 5×20 All the BEST!! 1999-2019                                                                 | Arashi                          | [ 30 ] |
| 5 sierpnia      | 5×20 All the BEST!! 1999-2019                                                                 | Arashi                          | [ 31 ] |
| 12 sierpnia     | IGNITE                                                                                        | KAT-TUN                         | [ 32 ] |
| 19 sierpnia     | Churu sama! (jap. ちゅるサマ!)                                                                | 26-ji no Masquerade             | [ 33 ] |
| 26 sierpnia     | NARALIEN                                                                                      | ENDRECHERI                      | [ 34 ] |
| 2 września      | 5×20 All the BEST!! 1999-2019                                                                 | Arashi                          | [ 35 ] |
| 9 września      | FAMOUS                                                                                        | Lee Tae-min                     | [ 36 ] |
| 16 września     | Itsuka, sono hi ga kuru hi made... (jap. いつか、その日が来る日まで…)                         | Eikichi Yazawa                  | [ 37 ] |
| 23 września     | Turntable                                                                                     | Mariya Takeuchi                 | [ 38 ] |
| 30 września     | Perfume The Best „P Cubed”                                                                    | Perfume                         | [ 39 ] |
| 7 października  | Love Covers                                                                                   | Kim Jae-joong                   | [ 40 ] |
| 14 października | An Ode                                                                                        | Seventeen                       | [ 41 ] |
| 21 października | Traveler                                                                                      | Official Hige Dandism           | [ 42 ] |
| 28 października | XV                                                                                            | Tōhōshinki                      | [ 43 ] |
| 4 listopada     | COMINATCHA!!                                                                                  | Wanima                          | [ 44 ] |
| 11 listopada    | PARADE                                                                                        | Hey! Say! JUMP                  | [ 45 ] |
| 18 listopada    | Sweet Kiss                                                                                    | Hiro Shimono                    | [ 46 ] |
| 25 listopada    | Newton no ringo ~Hajimete no Best-ban~ (jap. ニュートンの林檎 〜初めてのベスト盤〜)           | Ringo Sheena                    | [ 47 ] |
| 2 grudnia       | &TWICE                                                                                        | Twice                           | [ 48 ] |
| 9 grudnia       | Bad Ass Temple Funky Sounds                                                                   | Bad Ass Temple                  | [ 49 ] |
| 16 grudnia      | UNSER                                                                                         | UVERworld                       | [ 50 ] |
| 23 grudnia      | NOMAD                                                                                         | Ryō Nishikido                   | [ 51 ] |
| 30 grudnia      | Fate song material                                                                            | różni artyści                   | [ 52 ] |

## BillboardJapan Hot Albums
| Data            | Album                                                                               | Wykonawca                       | Źródło  |
| --------------- | ----------------------------------------------------------------------------------- | ------------------------------- | ------- |
| 7 stycznia      | POP VIRUS                                                                           | Gen Hoshino                     | [ 53 ]  |
| 14 stycznia     | POP VIRUS                                                                           | Gen Hoshino                     | [ 54 ]  |
| 21 stycznia     | POP VIRUS                                                                           | Gen Hoshino                     | [ 55 ]  |
| 28 stycznia     | FLAVA                                                                               | Little Glee Monster             | [ 56 ]  |
| 4 lutego        | DNA                                                                                 | Backstreet Boys                 | [ 57 ]  |
| 11 lutego       | I WON'T LET YOU GO                                                                  | Got7                            | [ 58 ]  |
| 18 lutego       | Nissy Entertainment 5th Anniversary BEST                                            | Nissy                           | [ 59 ]  |
| 25 lutego       | Eye of the Storm                                                                    | One Ok Rock                     | [ 60 ]  |
| 4 marca         | WORLDISTA                                                                           | NEWS                            | [ 61 ]  |
| 11 marca        | The Champion                                                                        | Matenrō                         | [ 62 ]  |
| 18 marca        | ＃TWICE2                                                                            | Twice                           | [ 63 ]  |
| 25 marca        | PAGES                                                                               | Sexy Zone                       | [ 64 ]  |
| 1 kwietnia      | ＃TWICE2                                                                            | Twice                           | [ 65 ]  |
| 8 kwietnia      | MAGIC                                                                               | back number                     | [ 66 ]  |
| 15 kwietnia     | MAGIC                                                                               | back number                     | [ 67 ]  |
| 22 kwietnia     | Sun Dance                                                                           | Aimer                           | [ 68 ]  |
| 29 kwietnia     | Ima ga omoide ni naru made (jap. 今が思い出になるまで)                              | Nogizaka46                      | [ 69 ]  |
| 6 maja          | FREE HUGS!                                                                          | Kis-My-Ft2                      | [ 70 ]  |
| 13 maja         | MAGIC                                                                               | back number                     | [ 71 ]  |
| 20 maja         | MAGIC                                                                               | back number                     | [ 72 ]  |
| 27 maja         | MOMOIRO CLOVER Z                                                                    | Momoiro Clover Z                | [ 73 ]  |
| 3 czerwca       | BALLISTIK BOYZ                                                                      | Ballistik Boyz from Exile Tribe | [ 74 ]  |
| 10 czerwca      | NEW LOVE                                                                            | B’z                             | [ 75 ]  |
| 17 czerwca      | aiko no uta. (jap. aikoの詩。)                                                      | aiko                            | [ 76 ]  |
| 24 czerwca      | Ima wa ima de chikai wa emi de (jap. 今は今で誓いは笑みで)                          | Zutomayo                        | [ 77 ]  |
| 1 lipca         | King & Prince                                                                       | King & Prince                   | [ 78 ]  |
| 8 lipca         | 5×20 All the BEST!! 1999-2019                                                       | Arashi                          | [ 79 ]  |
| 15 lipca        | 5×20 All the BEST!! 1999-2019                                                       | Arashi                          | [ 80 ]  |
| 22 lipca        | aurora arc                                                                          | Bump of Chicken                 | [ 81 ]  |
| 29 lipca        | Tenki no ko (jap. 天気の子)                                                         | Radwimps                        | [ 82 ]  |
| 5 sierpnia      | Tenki no ko (jap. 天気の子)                                                         | Radwimps                        | [ 83 ]  |
| 12 sierpnia     | IGNITE                                                                              | KAT-TUN                         | [ 84 ]  |
| 19 sierpnia     | Churu sama! (jap. ちゅるサマ!)                                                      | 26-ji no Masquerade             | [ 85 ]  |
| 26 sierpnia     | NARALIEN                                                                            | ENDRECHERI                      | [ 86 ]  |
| 2 września      | 5×20 All the BEST!! 1999-2019                                                       | Arashi                          | [ 87 ]  |
| 9 września      | 5×20 All the BEST!! 1999-2019                                                       | Arashi                          | [ 88 ]  |
| 16 września     | Turntable                                                                           | Mariya Takeuchi                 | [ 89 ]  |
| 23 września     | Turntable                                                                           | Mariya Takeuchi                 | [ 90 ]  |
| 30 września     | Perfume The Best „P Cubed”                                                          | Perfume                         | [ 91 ]  |
| 7 października  | Love Covers                                                                         | Kim Jae-joong                   | [ 92 ]  |
| 14 października | Attitude                                                                            | Mrs. Green Apple                | [ 93 ]  |
| 21 października | Traveler                                                                            | Official Hige Dandism           | [ 94 ]  |
| 28 października | XV                                                                                  | Tōhōshinki                      | [ 95 ]  |
| 4 listopada     | COMINATCHA!!                                                                        | Wanima                          | [ 96 ]  |
| 11 listopada    | PARADE                                                                              | Hey! Say! JUMP                  | [ 97 ]  |
| 18 listopada    | Traveler                                                                            | Official Hige Dandism           | [ 98 ]  |
| 25 listopada    | Newton no ringo ~Hajimete no Best-ban~ (jap. ニュートンの林檎 〜初めてのベスト盤〜) | Ringo Sheena                    | [ 99 ]  |
| 2 grudnia       | &TWICE                                                                              | Twice                           | [ 100 ] |
| 9 grudnia       | Bad Ass Temple Funky Sounds                                                         | Bad Ass Temple                  | [ 101 ] |
| 16 grudnia      | UNSER                                                                               | UVERworld                       | [ 102 ] |
| 23 grudnia      | Time Capsule (jap. タイムカプセル)                                                  | Riinu                           | [ 103 ] |
| 30 grudnia      | CROSS                                                                               | Luna Sea                        | [ 104 ] |